# 나투지우스집박쥐
나투지우스집박쥐(Pipistrellus nathusii)는 애기박쥐과에 속하는 박쥐의 일종이다. 커먼집박쥐와 아주 유사하고 최근까지 많은 곳에서 발견되었으며 유럽에 걸쳐 널리 분포한다.